# Conche (Terre-Neuve-et-Labrador)
Pour les articles homonymes, voir Conche.
Conche est une communauté de Terre-Neuve-et-Labrador au Canada. Au recensement de 2006, on y a dénombré une population de 225 habitants.

## Description
Conche est un petit village de pêche de l'extrémité nord-est de la péninsule nord de Terre-Neuve. Ses habitants sont pour la plupart Irlandais catholiques.
Conche se trouve sur une petite péninsule et a un havre profond. Au printemps et à l'été des icebergs flottent dans le havre. Des baleines fréquentent le havre et peuvent être entendues la nuit. Une grande population de phoques réside dans le havre de Conche.
Pendant longtemps Conche a souffert de son isolement. Le bateau et le traîneau à chien étaient alors les moyens de transport. En 1960, une clinique médicale fut établie et en 2005 une autoroute fut construite.
Au XVIIIe siècle, Conche était une base importante pour les bateaux de pêche français et anglais. Pendant les guerres napoléoniennes (1792-1815), des pionniers du sud de Terre-Neuve, originaires de l’Irlande et de l’Angleterre vinrent s'y installer. Les Conchois sont donc en grande partie des descendants d'Irlandais et aiment jouer de la musique irlandaise.
Plusieurs personnes qui habitent à Conche étaient auparavant aux îles Grey (50° 50′ 00″ N, 55° 35′ 00″ O) et furent forcées de déménager dans les années 1960 et 1970.
Bien que Conche ait connu une période de déclin, un effort récent est fait par le village pour se démarquer comme destination touristique. La société historique, de concert avec la communauté, y a installé un musée qui rappelle la culture et l'histoire de la colonie qui fut d'abord habitée par des pêcheurs français.